# 波佩什蒂鄉 (弗朗恰縣)
45°36′N 27°06′E / 45.600°N 27.100°E
波佩什蒂鄉（羅馬尼亞語：Comuna Popești, Vrancea），是羅馬尼亞的鄉份，位於該國東部，由弗朗恰縣負責管轄，面積22平方公里，海拔高度138米，2002年人口3,294，人口密度每平方公里148人。